# Alba Flores
Alba Flores, właściwie Alba González Villa (ur. 27 października 1986 w Madrycie) – hiszpańska aktorka. Występowała w serialach Uwięzione i Dom z papieru.
Pochodzi z rodziny hiszpańskich Romów. Jej rodzicami są muzyk Antonio Flores i producentka teatralna Ana Villa; jest wnuczką Loli, cioteczną wnuczką Carmen oraz bratanicą piosenkarek Lolity i Rosario. Jej wujkiem jest piłkarz i trener Quique.

## Filmografia

### Filmy
| Rok  | Tytuł          | Rola          |
| ---- | -------------- | ------------- |
| 2005 | Czas rebelii   | Amaya         |
| 2006 | Menadżerowie   | Chica casting |
| 2013 | Vicente Ferrer | Shamira       |
| 2015 | Pamięć wody    | Carmen        |

### Seriale
| Rok       | Tytuł                 | Rola                  |
| --------- | --------------------- | --------------------- |
| 2006      | El comisario          | Sohara                |
| 2008      | El síndrome de Ulises | Arabia Salazar        |
| 2013      | Krawcowa z Madrytu    | Jámila                |
| 2014      | Cuéntame cómo pasó    | Chelo                 |
| 2015–2019 | Uwięzione             | Saray Vargas de Jesús |
| 2017–2020 | Dom z papieru         | Nairobi               |
| 2020      | Uwięzione: Hotel Oaza | Saray Vargas de Jesús |
| 2022–2023 | Święta rodzina        | Caterina              |